# Иван Прижов
Иван Гаврилович Прижов е руски публицист, революционер, историк, етнограф.

## Биография
Роден е на 22 септември (4 октомври) 1827 г. в Москва, Руска империя. Родителите му са от село Середниково, Московска област. Баща му, Гавриил Захарович Прижов, е чиновник в Мариинската болница в Москва, ветеран от Френско-руската война от 1812 г. Участник е в Бородинската битка и получава орден „Св. Владимир“, който му даде право да получи наследствено благородство. Иван Прижов е най-голямото от четирите деца в семейството. През 1849 г. завършва Първа московска гимназия, а след това учи в Медицинския факултет на Московския университет, но не завършва.
От 18 януари 1852 г. е чиновник в Московската гражданска палата, а след това работи в частна железопътна линия. От 1868 г. е началник на железопътната линия Витебск – Орил – Харков – Киев. През същата година се запознава с революционера Пьотър Успенски. Заедно с него на 1 ноември 1869 г. участва в убийството на студента Иванов. Арестуван е на 3 декември 1869 г., на 5 март 1870 г. е прехвърлен в крепостта Петър и Павел. По време на процеса на 1 – 5 юли 1871 г. е осъден на лишаване от всички права на богатството си, дванадесет години усърден труд и вечно заселване в Сибир. На 15 септември 1871 г. е прехвърлен в затвора в Санкт Петербург. По-късно е преместен в Иркутск и работи в металургичния завод в Забайкалския край. През 1881 г. е заселен в Сибир. Умира на 27 юли 1885 г. в завода в Петровск-Забайкалски, Руска империя.

## Творчество

### 1860
- Иван Яковлевич Корейша, лжепророк – „Наше время“, № 34.
- „Кликуши“ А. Клементковского – „Наше время“ № 37.
- Очерки древне-русского быта – „Наше время“ № 44 – 45.
- Московские новости – „Русский инвалид“, № 239.
- Литературная летопись – „Спб; ведомости“, № 253.
- Житие Ивана Яковлевича, известного пророка в Москве. Н. Л. Тиблен, СПб. – 1860. 52 с.

### 1861
- Из Москвы – „Спб. ведомости“, № 113, 190, 229.
- Из деревни – „Спб. ведомости“, № 242.
- Московские юродивые – „Северная пчела“, № 125.
- Петербург и Москва – „Северная пчела“, № 60.
- Нечто о воронежских пустосвятах и юродивых – „Воронежская беседа“, стр. 144 – 145.
- Памятники народного быта болгар, т. I., М. (в съавторство с Любен Каравелов)

### 1862
- Юродственное племя – „Развлечение“, № 4, 13, 14, 31, 46 и 48,
- Юродство в Москве – „Московские ведомости“, № 156.
- Москва 4 октября – „Современное слово“, № 112.
- Нищенство – „Современное слово“, № 125
- Библиографические известия – „Филологические записки“, вып. 1-й. – „Московские ведомости“ № 241.
- Новое приложение фотографии к археологии и искусству – „Московские ведомости“, № 232 (также „Северная пчела“, № 235).
- По поводу заметки о религиозном и нравственном образовании в московских гимназиях – „Современная летопись“, № 47.
- Сказание о кончине и погребении московских юродивых Семена Митрича и Ивана Яковлевича, М.
- Нищие на святой Руси: материалы для истории общественного и народного быта в России. Изд. М. И. Смирнова, 1862. 139 с.

### 1863
- Юродственное племя – „Развлечение“, № 35.
- Из-под Новинского, что в Москве – „Голос“, № 56.

### 1864
- Наша общественная жизнь – „Развлечение“, № 6.
- Кабацкие целовальники – „Развлечение“, № 13.
- Городские пьяницы – „Развлечение“, № 22.
- Pia desideria. По поводу книги Н. П. Бочарова – „Голос“, № 277.
- Лекции г. Стороженко о Шекспире – „Московские губернские ведомости“, № 3.

### 1865
- Нравы и обычаи Углича – „Спб. ведомости“, № 13.
- Углицкие юродивые и предсказатели – „Спб. ведомости“, № 34.
- Библиография. Древности – „Голос“, № 214.
- 26 московских юродивых, пророков, дур и дураков – „Развлечение“, № 12 и книгой в изд. Н. Баркова (Москва).
- Он и она – „Развлечение“, № 20.
- Купец-лавочник – „Развлечение“, № 43.

### 1866
- Смешное – „Развлечение“, № 14.
- Корчма – „Русский архив“, № 7, стр. 1053 – 1064.
- „Русские замечательные люди“ А. Суворина – „Московская газета“, № 3.

### 1867
- Лях в историческом отношении – „Голос“, № 17.
- Библиография. „Об историческом наслоении в славянском словообразовании“, сочинение Дювернуа. „Кобзарь“ Тараса Шевченко – „Голос“, № 207.

### 1868
- От Москвы до Киева – „Современная летопись“, № 13.
- Что делалось прежде, когда голод постигал народ – „Московские ведомости“, № 68.
- Русские кликуши – „Вестник Европы“, кн. X, стр. 641 – 672.
- История кабаков в России в связи с историей русского народа. Издание М. О. Вольфа, 1868. 320 с.

### 1869
- Малороссия (Южная Русь) в истории её литературы с XI по XVIII век – „Филологические записки“, вып. I—II.

### 1881
- Сибирский Никола – „Порядок“, № 295.
- Староверы – „Русский курьер“, №№ 11 и 15.

### 1882
- Записки о Сибири: 1. Охота на бродяг. 2. Староверы – „Вестник Европы“, кн. IX, стр. 291 – 325.
- Прыжов И. Г. Очерки русского быта Архив на оригинала от 2020-09-25 в Wayback Machine. / Отв. ред. О. А. Платонов. – М.: Институт русской цивилизации, 2017. – 640 с. ISBN 978-5-4261-0159-3